# Теунов, Хачим Исхакович
Хачим Исхакович Теунов (кабард.-черк. Теунэ Исхьэкъ и къуэ Хьэчим, 12 (25) апреля 1912—1983) — кабардинский писатель, переводчик, журналист, общественный деятель. Член Союза писателей СССР (с 1939 года). В течение 13 лет работал председателем правления Союза писателей Кабардино-Балкарской АССР. В 1947—1951 году депутат и председатель Верховного Совета Кабардино-Балкарской АССР.

## Биография
Хачим Теунов родился в 1912 году в селе Арик (ныне Терский район Кабардино-Балкарии) в крестьянской семье.
Образование
С 1924-го по 1929 году учился в интернате Мало-Кабардинской окружной сельскохозяйственной школы.
Поступил в Москве на литературный рабфак, где получил общее среднее образование.
При Московском институте журналистики окончил курсы редакторов газет.
В 1935 году окончил редакторское отделение краевых партийных курсов.
С 1948-го по 1954 годы учился в Нальчике на литературном факультете Кабардинского государственного педагогического института. Получил специальность «Преподаватель литературы».
В 1954—1956 году в Москве прошёл Высшие литературные курсы Союза писателей СССР.
Трудовая деятельность
в 1932 году литсотрудник, а затем зав. отделом культуры и быта газеты «Ленин гъуэгу». В 1933—1935 году работал ответственным редактором газет «На боевом участке» и
«Баксанстрой». В 1936 году — главный редактор Кабардино-Балкарского издательства, 1937 году — корреспондент «Комсомольской правды», 1938 — литработник газеты «Социалистическая Кабардино-Балкария».
Творческая деятельность
Первое крупное произведение Теунова повесть «Аслан» опубликована в 1941 году. Преобразованиям при советской власти посвящены его повести «Новый поток» («ЛъагъуэщӀэ») и «Золотое утро» («Дыщэплъ пщэдджыжь»). Пьеса «Испытание» («ЗэхэгъэкӀыныгъэ») рассказывает о Великой Отечественной войне. Также перу Теунова принадлежат роман «Род Шогемоковых» («Шэджэмокъуэ лъэпкъыр») о предреволюционном и революционном периоде на Кавказе, роман «Подари красоту души» («Псэм и ӀэфӀыр къуатмэ»).
Теунов перевёл на кабардино-черкесский язык произведения А. Фадеева («Молодая гвардия») и Островского («Как закалялась сталь»), «Капитанскую дочку» А. С. Пушкина, «Женитьбу» Н. В. Гоголя, басни И. А. Крылова, рассказы М. Горького.
В 1955 году вышла литературоведческая работа Теунова «Кабардинская литература и кабардинские писатели» («Къэбэрдей литературэмрэ къэбэрдей тхакӀуэхэмрэ»).

## Звания и награды
«Народный писатель Кабардино-Балкарской АССР»,
ордена: «Знак Почета» (1946), Трудового Красного Знамени (1957, 1972); медали «За оборону Кавказа» (1945), «За доблестный труд во время Великой Отечественной войны 1941—1945 гг.» (1945), «За доблестный труд».